# Rhododendron davidsonianum
Rhododendron davidsonianum är en ljungväxtart som beskrevs av Alfred Rehder och Wilson. Rhododendron davidsonianum ingår i släktet rododendron, och familjen ljungväxter. Inga underarter finns listade i Catalogue of Life.

## Bildgalleri

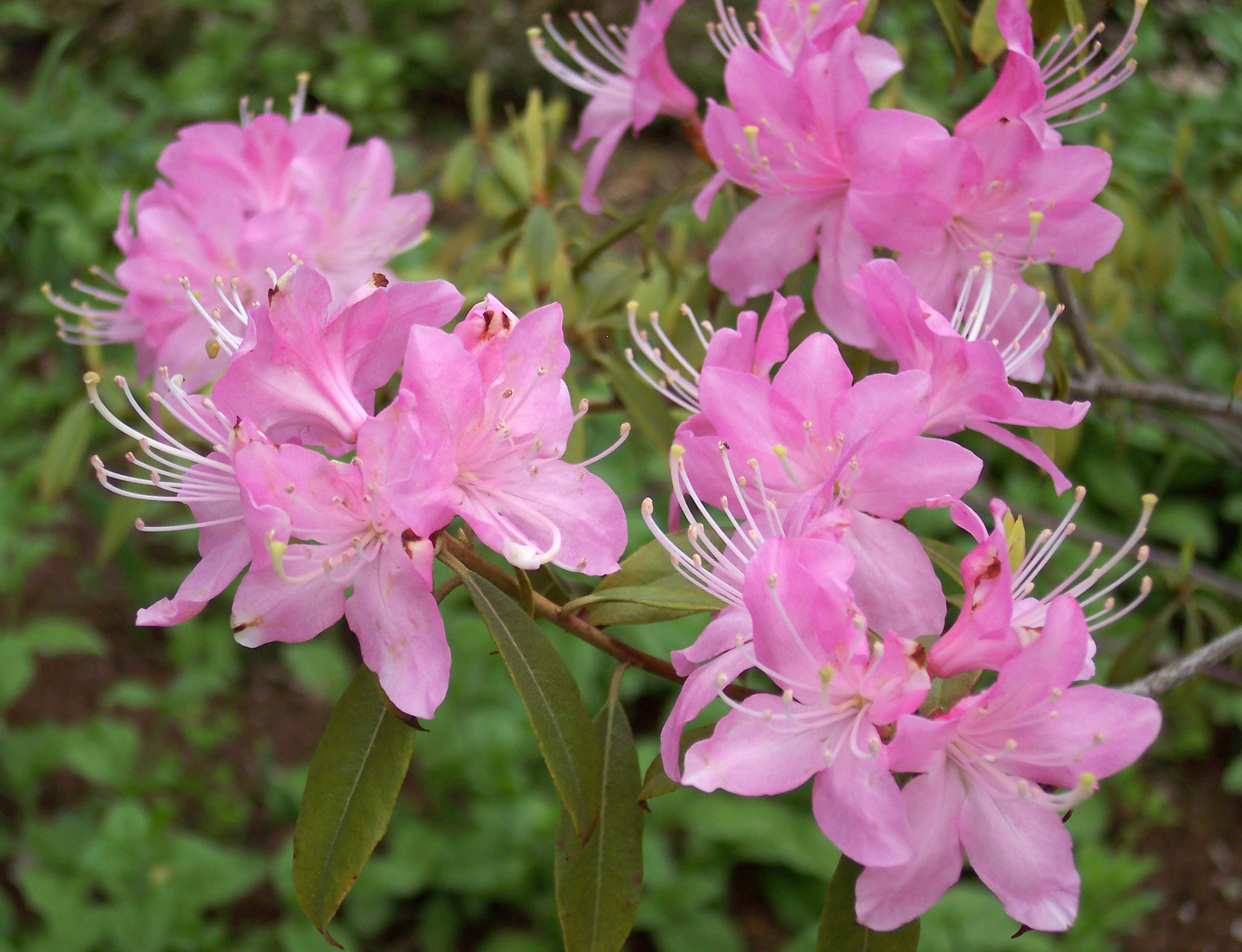
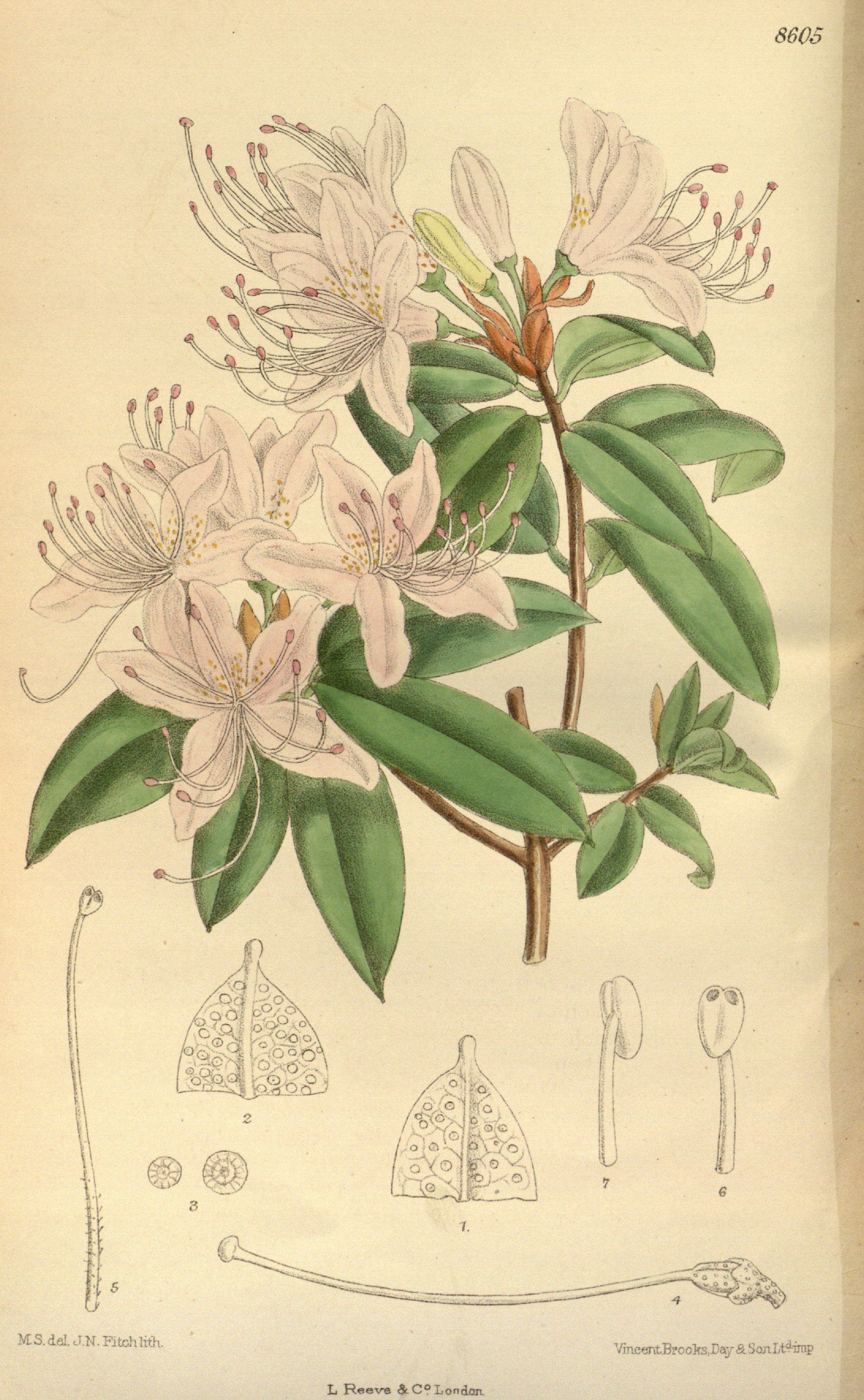